# Nada que perder (álbum)
Nada que perder es una producción musical de la banda de rock mexicana El Tri que se lanzó el 25 de septiembre de 2008. Se trata de la producción en estudio número 43 de ese grupo. Álex Lora dio un comunicado de prensa nacional e internacional en donde anunció, entre otras cosas, el concierto festivo por el aniversario 40 de la banda, programado para el 25 de octubre de 2008, en el Nokia Theater de Los Ángeles, California (Estados Unidos).[cita requerida]
La producción de este material fue bajo Lora Records y lo distribuyó Fonovisa.[cita requerida]

## Lista de canciones
1. "Mi beatle favorito"

2. "La raza indocumentada"

3. "Nada que perder"

4. "Por donde"

5. "Ángel de la guardia"

6. "El rocanrol me acompaña"

7. "Ya lo se"

8. "Cuando llueve"

9. "¿Por qué no te largas?"

10."Músico callejero"